# 远达街道
远达街道，是中华人民共和国吉林省长春市二道区下辖的一个乡镇级行政单位。2023年3月17日行政区划调整。调整后，管辖范围东与经开区接壤，南至兴隆大路，西邻东环城路，北至小白桥。

## 行政区划
远达街道下辖以下地区：
东顺社区、英俊社区、东梅社区和长江村。
2023年3月17日行政区划调整后，下辖新泽、新苑、新泰、新开4个社区和长江1个村。